# Теодор Коцерка
Теодор Коцерка (пол. Teodor Kocerka; нар. 6 серпня 1927, Бидгощ — пом. 25 вересня 1999, Варшава) — польський академічний веслувальник. Дворазовий бронзовий призер Олімпійських ігор.

## Життєпис
У 1952 році закінчив Академію фізичного виховання у Варшаві.
Брав участь у змаганнях з академічного веслування на трьох поспіль літніх Олімпійських іграх (1952, 1956, 1960). Виборов дві бронзові олімпійські медалі. Двічі, у 1952 і 1960, був прапороносцем олімпійської збірної команди Польщі.
Чемпіон (1955), двічі срібний (1952, 1954) і двічі бронзовий (1956, 1959) призер чемпіонатів Європи в одиночному розряді. Здобув чотири медалі чемпіонатів світу, двічі (1955, 1956) триумфував у регатах «Діамантові весла» в Хенлі-он-Темс (Велика Британія). Також дев'ятнадцать разів ставав чемпіоном Польщі.
Член ПОРП з 1964 року.

## На Олімпійських іграх
| Олімпіада      | Дисципліна | Місце (час) |
| -------------- | ---------- | ----------- |
| Гельсінкі 1952 | одинарні   | 3 (8:19.4)  |
| Мельбурн 1956  | одинарні   | 4 (8:12.9)  |
| Рим 1960       | одинарні   | 3 (7:21.26) |